# حسین‌آباد (شهربابک)
حسین‌آباد، روستایی از توابع بخش مرکزی شهرستان شهربابک در استان کرمان است.

## جمعیت
این روستا در دهستان خاتون‌آباد قرار دارد و براساس سرشماری مرکز آمار ایران در سال ۱۳۹۵، جمعیت آن ۹۸ نفر (۲۸ خانوار) بوده‌است.